# Pseituk
Pseituk (del ruso: Псейтук) es un aúl del raión de Tajtamukái en la república de Adiguesia de Rusia. Está situado 27 km al oeste de Tajtamukái y 123 km al noroeste de Maikop, la capital de la república. Tenía 617 habitantes en 2010, mayoritariamente de etnia shapsug.
Pertenece al municipio de Afipsipskoye.

## Historia
La localidad fue fundada en 1891